# Супер Марио Bros.: Филмът
„Супер Марио Bros.: Филмът“ (на английски: The Super Mario Bros. Movie) е американско-японска компютърна анимация от 2023 г., продуцирана от „Илюминейшън Ентъртейнмънт“, „Нинтендо“ и „Юнивърсъл Пикчърс“. Филмът по план ще е разпространен от Юнивърсъл Пикчърс. Той е третата филмова адаптация на поредицата видеоигри „Марио“ на „Нинтендо“ след аниме филма Super Mario Bros.: The Great Mission to Rescue Princess Peach! от 1986 г. и игралния филм „Супер братята Марио“ от 1993 г. Режисьори на филма са Арън Хорват и Майкъл Йеленик, сценарият е на Матю Фогел, а озвучаващият състав се състои от Крис Прат, Аня Тейлър-Джой, Чарли Дей, Джак Блек, Кийгън Майкъл-Кий, Сет Роугън и Фред Армисен.
Премиерата на филма се състои в Лос Анджелис на 1 април 2023 г., и след това излиза по кината в Съединените щати на 5 април 2023 г.

## Актьорски състав
- Крис Прат – Марио[3]
- Аня Тейлър-Джой – Принцеса Прасковка[3]
- Чарли Дей – Луиджи[3]
- Джак Блек – Баузър[3]
- Кийгън Майкъл-Кий – Тоуд[3]
- Сет Роугън – Донки Конг[3]
- Фред Армисен – Кранки Конг[3]
- Себастиан Манискалко – Спайк[3]
- Чарлс Мартинет, който озвучава Марио и Луиджи в поредицата видеоигри „Марио“, също така се появява в малки роли чрез филма като бащата на Луиджи и Марио, и Джузепе.
- Кевин Майкъл Ричардсън – Камек[3]
- Кари Пейтън – Кралят на пингвините[4]
- Скот Менвил – Генерал Купа
- Джесика Ди Кико – Майката на Луиджи и Марио
- Рино Романо – Тони, чичо на Луиджи и Марио
- Джон Димаджо – Артър, чичо на Луиджи и Марио

## Производство

### Анимация и дизайн
Филмът е анимиран от „Илюминейшън Студиос“ в Париж, Франция. Производството е в ход от септември 2020 г., а анимационната работа приключва през октомври 2022 г.

## Награди и номинации
| Награда                         | Дата на церемонията | Категория                                       | Номиниран(и)                                                                      | Резултат  |
| ------------------------------- | ------------------- | ----------------------------------------------- | --------------------------------------------------------------------------------- | --------- |
| Hollywood Music in Media Awards | 15 ноември 2023 г.  | Най-добра оригинална музика за анимационен филм | Браян Тейлър                                                                      | номинация |
| Hollywood Music in Media Awards | 15 ноември 2023 г.  | Най-добра оригинална песен за анимационен филм  | Джак Блек, Джон Спайкър, Ерик Озмънд, Майкъл Йеленик и Арън Хорвант („Прасковка“) | номинация |
| Златен глобус                   | 7 януари 2024 г.    | Най-добър анимационен филм                      | Най-добър анимационен филм                                                        | номинация |
| Златен глобус                   | 7 януари 2024 г.    | Cinematic and Box Office Achievement            | Cinematic and Box Office Achievement                                              | номинация |
| Златен глобус                   | 7 януари 2024 г.    | Най-добра оригинална песен                      | Джак Блек, Джон Спайкър, Ерик Озмънд, Майкъл Йеленик и Арън Хорвант („Прасковка“) | номинация |
| Сатурн                          | 4 февруари 2024 г.  | Най-добър анимационен филм                      | Най-добър анимационен филм                                                        | номинация |

## В България
В България премиерата на филма излиза на 7 април 2023 г. от „Форум Филм България“ с дублирана и субтитрирана версия.